# Col·legi de la Immaculada Concepció
El Col·legi de la Immaculada Concepció és una escola de Lloret de Mar (Selva). L'edifici del centre educatiu, que també rep el nom de Can Barnés o Xalet Rosa forma part de l'Inventari del Patrimoni Arquitectònic de Catalunya.

## Edifici
És un conjunt d'edificis format per l'agregació progressiva de cossos arquitectònics. Són diversos cossos de diferents nivells, de tres i quatre plantes. Està format pel cos original, l'ampliació de 1929 i les ampliacions de mitjans de segle xx. La façana està arrebossada i consta d'una sèrie de falsos encoixinats decoratius i finestres de mig punt amb motllures de ciment.
El cos central està format per un cos de quatre plantes i un de tres, un xic avançat, amb una coberta de doble vessant a laterals sobre una de doble vessant a façana. Tot plegat fa forma d'u. El cos més endarrerit està cobert amb una teulada de doble vessant a laterals i culminat per dues torretes un pèl més elevades que el sostre, cobertes amb una teulada de quatre vessants. Aquest cos central té tres crugies i un important ràfec emergent de mènsules de fusta i rajoles.
El ràfec dels cossos laterals són menys emergents però també a partir de mènsules de fusta. Els sostres d'aquesta part són de teules de ceràmica pintada. A la planta baixa hi ha encara dos cossos més emergents que formen dues terrasses a l'altura del primer pis i un balcó per al primer i segon pis de la part central de la façana. Les finestres d'aquest sector són de mig punt i tenen uns importants guardapols d'estructura triangular d'aparença gòtica i decoració vegetal als angles.
A la planta baixa encara hi ha una balustrada de barrots de ciment similars als dels balcons del primer pis a banda i banda de l'entrada original. L'entrada principal és un gran portal en forma d'arc de mig punt sota el gran balcó que centra la façana principal. Des dels anys 60, l'escola s'ha ampliat en tres cossos allargats que donen al conjunt una forma de ela. Aquests cossos són dos arrebossats i pintats de blanc i un altre amb façana de rajola.

## Història
L'origen d'aquest col·legi és l'adaptació d'una casa senyorial d'estiueig a una escola per part d'una congregació fundada per Jeanne Émilie de Villeneuve (1811-1854) a Castres. El propietari de la finca era Ramón Barnés i Mataró, i va deixar el seu llegat a l'Hospital Municipal, per la qual cosa la finca era gestionada per l'Ajuntament de Lloret.
El 1903 es va instal·lar a Lloret aquesta comunitat religiosa de monges de la Immaculada Concepció de Castres, ja que a França havien hagut de deixar l'ensenyament confessional a causa de les noves legislacions laïcistes. Així doncs, la finca de l'actual escola, anomenada Can Barnés o Xalet Rosa, fou arrendada per les religioses Germanes Blaves per a l'ús escolar a principis del segle XX (1903). El 1929 la finca es va comprar per 75.000 pessetes i es van ampliar els dos cossos laterals. Originalment els cossos ampliats el 1929 eren, quant al costat dret, la capella, el dormitori blau, el dormitori rosa i les golfes, i, pel que fa al costat esquerre, una Sala d'actes, dues plantes d'aules i golfes.
La dècada del 1960 i del 1970 es van ampliar i reformar les altres parts de l'actual escola. La cronologia de les obres és la següent: El 1903 s'adapta com a escola el xalet; el 1929 es compra i s'amplien dos cossos de quatre plantes a dreta i esquerra; el 1968 es fa un altre pavelló; el 1970 es fa la pista; entre 1989 i 1990 es fa l'escola de Batxillerat Unificat Polivalent; el 1992 es fa el primer pis del parvulari; i el 1996 el segon pis del parvulari. Els arquitectes d'aquestes obres més recents foren Joaquim Fernández Marqués (1968) i Eduard Fernández Cels (1989-1996).
Van dedicar el seu sistema escolar, selecte i avançat, que incloïa la llengua francesa (sinònim de modernitat aleshores), a l'educació de noies de bona família, encara que també funcionà com a orfenat. Van hostejar-s'hi, des de 1903, Eulàlia i Clotilde Rocamora, filles d'una de les famílies més prestigioses de Barcelona. Els seus prometatges van portar a Lloret els seus futurs marits, de poder econòmic considerable. Aquests són Guillem Brugueroles i Canals, casat amb Eulàlia Rocamora, que adquirí una extensa finca al sector del Rieral, que batejà amb el nom de Masia del Roser i Raül Roviralta Astoul, casat amb Clotilde Rocamora.
A principis del segle XX funcionaven quatre escoles religioses a Lloret a banda de l'escola pública situada a la Casa de la Vila de Lloret de Mar.